# Landesamt für Geoinformation und Landentwicklung Baden-Württemberg

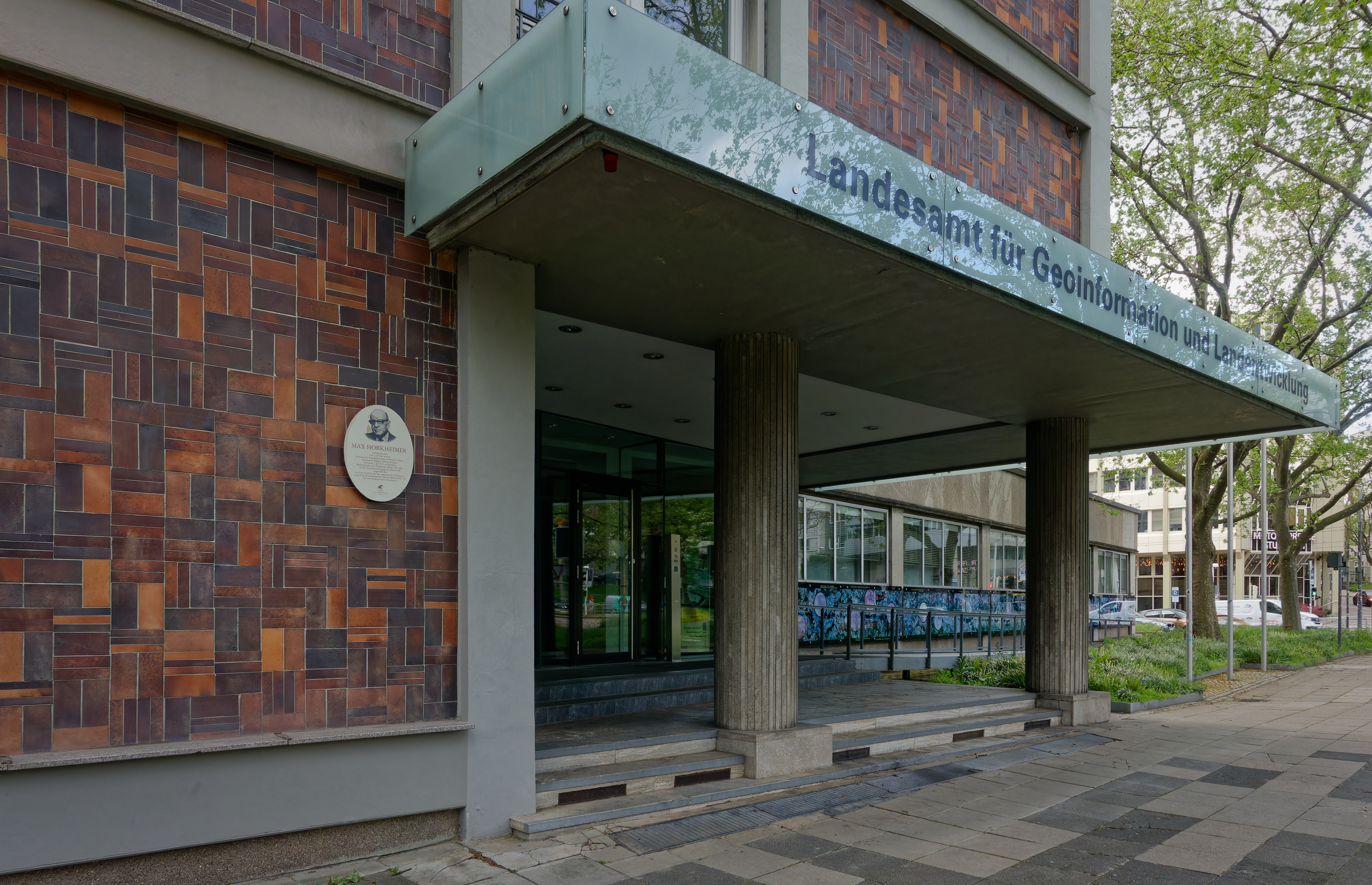
Eingang des Landesamtes in Stuttgart

Das Landesamt für Geoinformation und Landentwicklung Baden-Württemberg (LGL) mit Sitz in Stuttgart ist eine Landesoberbehörde im Bundesland Baden-Württemberg mit weiteren Dienstsitzen in Karlsruhe und Kornwestheim. Das Aufgabengebiet umfasst die Themengebiete Geobasisinformationen, Vermessung und Flurneuordnung.
Das Landesamt für Geoinformation und Landentwicklung (LGL) ist die obere Vermessungs-, Flurbereinigungs- und Siedlungsbehörde für die Landkreise in Baden-Württemberg und übt somit die Fachaufsicht über die unteren Vermessungsbehörden und über die Öffentlich bestellten Vermessungsingenieure sowie die unteren Flurbereinigungsbehörden aus.
Das LGL ist der zentrale Geodatendienstleister im Land und als Landesbetrieb nach § 26 LHO BW organisiert.

## Geschichte
Das Landesamt für Geoinformation und Landentwicklung entstand am 1. Januar 2009 im Zuge der Evaluierung der Verwaltungsstrukturreform von 2005 durch die Zusammenführung des Landesvermessungsamtes Baden-Württemberg mit dem Landesamt für Flurneuordnung und Landentwicklung (Abteilung 8 Regierungspräsidiums Stuttgart).
Zum 1. April 2010 hat die baden-württembergische Landesregierung im Rahmen der Bündelung der staatlichen Aktivitäten in der Informations- und Kommunikationstechnik (IuK) ein Geodatenzentrum (GDZ) als Abteilung 3 des LGL eingerichtet.

## Organisation

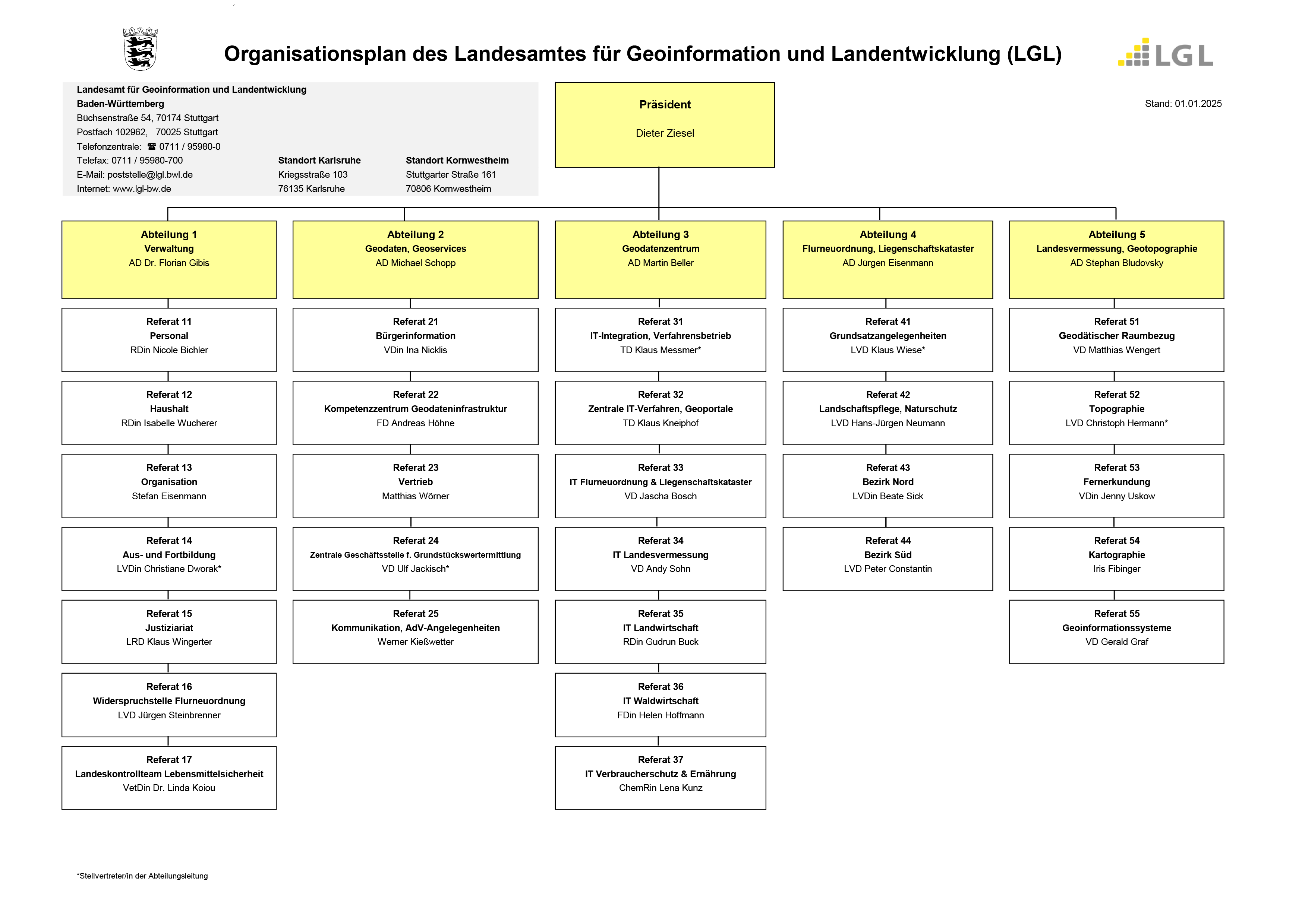
Organisationsplan des Landesamtes für Geoinformation und Landentwicklung (LGL)

Das Landesamt für Geoinformation und Landentwicklung gliedert sich in 5 Abteilungen. Diese wiederum bestehen insgesamt aus 28 Referaten. Hausspitze des LGL ist der Präsident beziehungsweise die Präsidentin; aktuell Dieter Ziesel.

### Landesvermessungsamt
1953 wurde das Landesvermessungsamt Baden-Württemberg in Stuttgart mit der Außenstelle in Karlsruhe gegründet. Kernaufgabe dieses Amts war die Landesvermessung.
Durch das 1961 in Kraft getretene Vermessungsgesetz wurde auf dem Gebiet des Vermessungswesens ein einheitliches Recht geschaffen. Dies hatte auch zur Folge, dass die einzelnen Vermessungsämter dem Landesvermessungsamt unterstellt wurden. Die Vermessungsreferate werden aus den Regierungspräsidien ausgegliedert und in das Landesvermessungsamt integriert. 1992 wurde die amtliche Vermessung in den Zuständigkeitsbereich des Wirtschaftsministeriums Baden-Württemberg überführt. 1995 wurde die Auflösung der Außenstelle Karlsruhe beschlossen und anschließend in die Abteilung Geodäsie umorganisiert.
Die Umwandlung des Landesvermessungsamtes, zusammen mit den 35 staatlichen Vermessungsämtern in einen Landesbetrieb nach § 26 LHO BW, erfolgt 1996.
Die große Verwaltungsreform 2005 in Baden-Württemberg gliederte die 35 staatlichen Vermessungsämter aus dem Landesbetrieb aus und integrierte diese in die jeweiligen Landratsämter. Das Landesvermessungsamt bestand bis 2009 als Landesbetrieb Vermessung weiter.

### Landesamt für Flurneuordnung und Landentwicklung
Aus den vier verschiedenen oberen Umlegungsbehörden der Nachkriegszeit wurde nach Gründung des Landes Baden-Württemberg 1952 das dem Landwirtschaftsministerium nachgeordnete Landesamt für Umlegung und Siedlung in Ludwigsburg mit Außenstellen in Karlsruhe, Freiburg und Tübingen errichtet. Erster Dienstsitz war im Ludwigsburger Schloss. Dem Landesamt oblagen die Aufgaben der oberen Umlegungsbehörde nach der Reichsumlegungsordnung (RUO) und die Aufgaben der Feldbereinigung nach dem württembergischen Feldbereinigungsgesetz sowie die Aufgaben der oberen Siedlungsbehörde.
Nach Inkrafttreten des bundeseinheitlichen Flurbereinigungsgesetzes (1953) wurde im Jahre 1954 die Landesoberbehörde in Landesamt für Flurbereinigung und Siedlung umbenannt. Neben zahlreichen Flurbereinigungsprojekten zur Neuordnung des ländlichen Raumes wurden auch viele vertriebene Landwirte wieder eingegliedert sowie landwirtschaftliche Betriebe aus den beengten Dörfern ausgesiedelt.
Im Jahre 1988 verlegte das Landesamt seinen Dienstsitz nach Kornwestheim. Mit der Verwaltungsreform im Jahre 2005 wurde das Landesamt die Abteilung 8 des Regierungspräsidiums Stuttgart. Die bis dahin untergeordneten 19 Ämter für Flurneuordnung und Landentwicklung wurden aufgelöst und deren Aufgaben den Landkreisen übertragen. Für die Stadtkreise wurde das Landesamt für Flurneuordnung und Landentwicklung untere Flurbereinigungsbehörde.
Die Bürger können sich im Zuge von Flurneuordnungsverfahren informieren, in Workshops mitarbeiten und sich im Rahmen von Bürgerbeteiligungsverfahren einbringen.

### Geodatenzentrum
Am 1. Mai 1991 wurde durch das Ministerium Ländlicher Raum (MLR) das „Entwicklungs- und Betreuungszentrum für Informations- und Kommunikationstechnik (EBZI)“ eingerichtet zu dem Zweck, alle Dienstleistungen für IuK-Technik im Ressortbereich des MLR an einer einzigen Stelle zu bündeln. Das EBZI wurde als Abteilung an das damalige Landesamt für Flurbereinigung in Kornwestheim angegliedert. Das EBZI war zu Beginn in die Fachbereiche Flurbereinigung, Forsten, Landwirtschaft und Veterinärwesen und einen Querschnittsbereich gegliedert und umfasste zu dieser Zeit ca. 80 Mitarbeitende.
Zum 4. November 1997 wurde früher selbstständige Bereich „Veterinärwesen“ in einen neu geschaffenen Querschnittsbereich „Zentrale Aufgaben“ eingegliedert.
Mit der Verwaltungsstrukturreform am 1. Januar 2005 wurde das EBZI als Abteilung 3 in das neu gebildete „Informatikzentrum Landesverwaltung Baden-Württemberg (IZLBW)“ im Ressortbereich des Innenministeriums eingegliedert, blieb allerdings der direkten fachlichen Weisung des MLR unterstellt. Zeitgleich wurde die Umorganisation des nahezu kompletten Dienststellenbereichs (Flurneuordnung, Landwirtschaft, Forsten) in die Stadt- und Landkreise vorgenommen. Im Zuge dessen wurden die IuK-Fachverfahren in einem Rechenzentrum systematisch zentralisiert.
Am 1. April 2010 traten die von der Landesregierung am 3. November 2009 und am 1. März 2010 gefassten Beschlüsse zur IuK-Bündelung in der Landesverwaltung in Kraft. Das EBZI wurde aus dem IZLBW herausgetrennt und als Abteilung 3 – Geodatenzentrum (GDZ) – in das seit 1. Januar 2009 bestehende Landesamt für Geoinformation und Landentwicklung (LGL) eingegliedert und damit wieder in den Ressortbereich des MLR übernommen; dabei wurden dem GDZ auch die vier EDV-Referate des früheren Landesvermessungsamtes zugeordnet.

## Aufgaben

### Landesvermessung
Das Landesamt für Geoinformation und Landentwicklung ist verantwortlich für die Verfahren und Methoden der Landesvermessung in Baden-Württemberg und Kompetenzzentrum für raumbezogene Informationen in Baden-Württemberg. Die unterschiedlichen Bezugssysteme bilden die Grundlage für Vermessungsarbeiten, (satellitengestützte) Positionierung, Orientierung und Navigation.
Hierbei finden moderne Verfahren der Satellitenpositionierung, der Erdbeobachtung mit Satelliten, der flugzeug- und drohnengestützten Fernerkundung sowie der prozessgesteuerten Datenverarbeitung mit Geoinformationssystemen Anwendung.

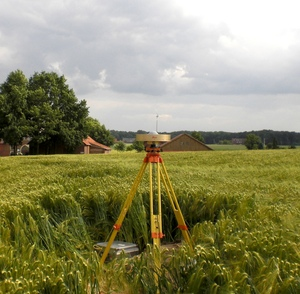
GNSS-Langzeitmessung auf einem Geodätischen Grundnetzpunkt

#### Geodätischer Raumbezug
Alle Vermessungen, die auf Dauer von Bestand sein sollen, müssen in einen übergeordneten Rahmen eingebettet werden (Raumbezug). Dieser ist Voraussetzung für die zusammenhängende Darstellung des Landesgebietes in Karten und dient als Grundlage für die topographische Landesaufnahme, für Liegenschaftsvermessungen, für ausgedehnte Vermessungsarbeiten öffentlicher und privater Stellen sowie für Wissenschaft und Forschung.
In Baden-Württemberg wird der amtliche Raumbezug durch 184 Geodätische Grundnetzpunkte, ca. 22.500 Höhenfestpunkte, 366 Schwerefestpunkte und 16 SAPOS-Referenzstationen realisiert.
Das Landesamt für Geoinformation und Landentwicklung aktualisiert laufend den Nachweis der Festpunktfelder und stellt die Ergebnisse bereit.

#### SAPOS

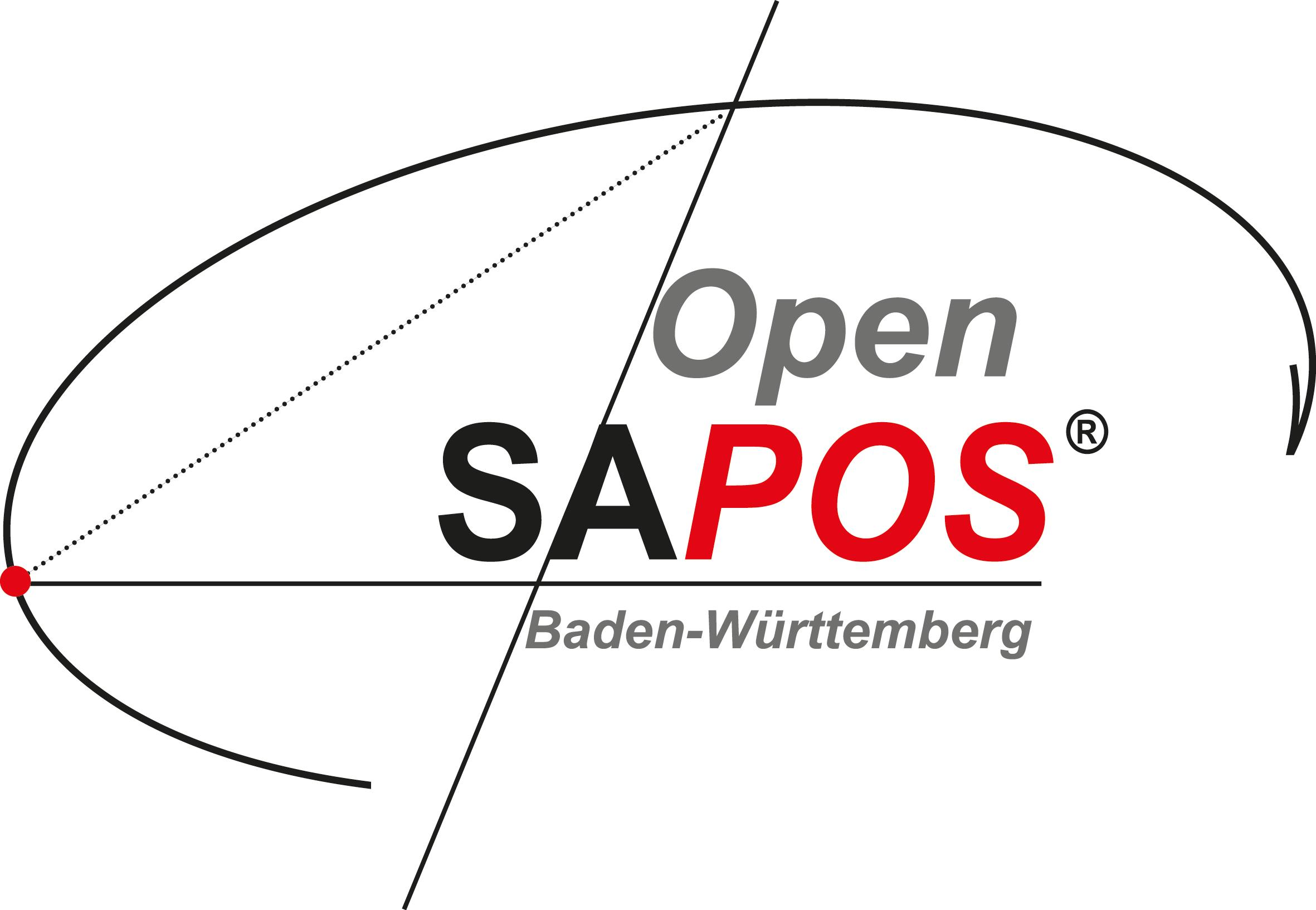
Logo Open SAPOS Baden-Württemberg

Das LGL stellt für Baden-Württemberg den Satellitenpositionierungsdienst Open SAPOS bereit. In der Karlsruher SAPOS-Zentrale werden mit Hilfe von 16 Referenzstationen im Land, sowie weiteren Stationen in den Nachbarländern permanent hochpräzise Korrekturdaten berechnet. SAPOS ermöglicht beispielsweise der Landwirtschaft eine differenzierte und zielgerichtete Bewirtschaftung landwirtschaftlicher Nutzflächen und damit eine geringere Belastung, Kosteneinsparungen, sowie höhere und stabilere Erträge. Open SAPOS ist Teil der Digitalisierungsstrategie des Landes Baden-Württemberg.
Das LGL betreibt am Karlsruher Standort für die SAPOS-Nutzenden eine eigene Hotline.

#### Fernerkundung
Die Datenerfassungsmethoden der Fernerkundung im Landesamt für Geoinformation und Landentwicklung (LGL) (Luftbild- und Laserbefliegungen) werden ergänzt durch den Einsatz von Fernerkundungssatelliten, die durch die fortschreitende Entwicklung der Satellitentechnik auch für die nichtmilitärische Nutzung d. h. zivile Nutzung, neue Anwendungsgebiete eröffnen.
Das LGL organisiert und koordiniert die verschiedenen Arten der Fernerkundung in Baden-Württemberg, wie zum Beispiel die seit 1968 in regelmäßig stattfindenden Bildbefliegungen der gesamten Landesfläche. Die daraus gewonnenen Bilder beziehungsweise Daten werden anschließend im Landesamt aufbereitet und interessierten Nutzenden aus den unterschiedlichsten Fachbereichen zur Verfügung gestellt.

#### Geotopographie
Mit der Geotopographie wird die Erdoberfläche samt ihrer Nutzung und Funktion dreidimensional erfasst.
Gestützt auf das Raumbezugssystem werden zu diesem die wesentlichen Objekte der Erdoberfläche wie Siedlungen, Verkehrsnetze, Vegetation, Gewässer, Geländeformen und die Grenzen politischer sowie administrativer Einheiten mit Namen und sonstigen beschreibenden Angaben aktuell und flächendeckend dokumentiert. Diese werden im Amtlich-Topographisch-Kartographischen Informationssystem (ATKIS) beim LGL als Digitales Landschaftsmodell (Basis-DLM) geführt.
Ergänzt wird das Datenangebot aus ATKIS durch Digitale Orthofotos (entzerrte Luftbilder) und durch die im Digitalen Geländemodell (DGM) gespeicherten Höheninformationen.
Auf der Grundlage dieser Daten werden durch kartographische Aufbereitung topographische Karten in verschiedenen Maßstäben abgeleitet. Außerdem sind individuell angepasste Präsentationen, Analysen oder Bilanzierungen möglich. Die hochgenauen Höheninformationen erlauben darüber hinaus Modellberechnungen für unterschiedlichste fachspezifische Anwendungen. Die Ergebnisse können durch perspektivische Geländedarstellungen visualisiert werden.
Zu den Aufgaben des Landesamts für Geoinformation und Landentwicklung gehört es, die Produkte der Geotopographie regelmäßig zu aktualisieren und anschließend den Nutzenden in Verwaltung, Wirtschaft und Wissenschaft zur Verfügung zu stellen.

#### Kartographie
Das LGL erstellt die amtlichen topographischen Kartenwerke, wie dies im Vermessungsgesetz des Landes Baden-Württemberg vom 1. Januar 2005 (vgl. § 3 Abs. 4 VermG BW) vorgesehen ist. Die topographischen Karten werden nach bundeseinheitlichen, von der Arbeitsgemeinschaft der Vermessungsverwaltungen der Länder der Bundesrepublik (AdV) vorgegebenen Kriterien bearbeitet und in einem regelmäßigen Zyklus aktualisiert.
Ergänzt durch touristische Signaturen (Sehenswürdigkeiten, Rad- und Wanderwege, Rastplätze etc.) werden diese Karten – zum Teil in Kooperation mit den großen Wandervereinen – als Freizeit-, Wander- oder Radkarten durch das LGL herausgegeben und in der hauseigenen Druckerei hergestellt oder in digitaler Form bereitgestellt.

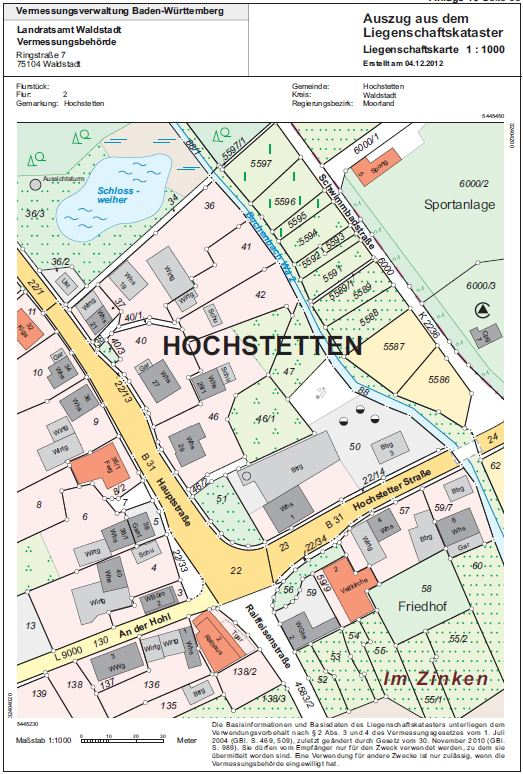
Liegenschaftskarte aus ALKIS

### Liegenschaftskataster
Das Liegenschaftskataster ist das einzige flächendeckende Verzeichnis aller Grundstücke in Baden-Württemberg und weist deren Entwicklung landesweit nach. Zusammen mit dem Grundbuch gewährleistet es die Eigentumssicherung an Grund und Boden. Das Liegenschaftskataster enthält auch Eigentums und Bodenschätzungsangaben. Es wird heute in Form eines Geoinformationssystems (ALKIS) geführt.
Das LGL ist obere Vermessungsbehörde für die Landkreise und übt die Fachaufsicht über die unteren Vermessungsbehörden und die Öffentlich bestellten Vermessungsingenieure (ÖbVI) aus und berät diese in allen fachlichen Angelegenheiten. Bei unlösbaren Differenzen zwischen Eigentümern und der Stelle, die eine Vermessung durchgeführt hat, wird das Landesamt für Geoinformation und Landentwicklung eingeschaltet, das den Sachverhalt und die Rechtslage prüft und dann als Widerspruchsbehörde eine formelle Entscheidung trifft.

### Flurneuordnung (FNO)
Mit Hilfe von Flurneuordnungen entstehen aus kleinen und zerstückelten Flurstücken größere und wirtschaftlich sinnvoll nutzbare landwirtschaftliche Flächen. In diesem Zusammenhang spielt auch die Herstellung eines neuzeitlichen und leistungsfähigen landwirtschaftlichen Wegenetzes eine bedeutende Rolle.
Die Flurneuordnung dient auch zur Umsetzung von Infrastrukturprojekten (Straßen- und Schienenwege), der Biotopvernetzung, der naturnahen Gewässerentwicklung und der Steigerung der Biodiversität. Die Holzreserven in Privatwäldern werden aktiviert, Kommunen gestärkt, historische Kulturlandschaften erhalten und der Tourismus als Erholungsfunktion gefördert.
Das LGL ist obere Flurbereinigungsbehörde für die Landkreise und zusätzlich für die unteren Flurbereinigungsbehörden in den Stadtkreisen. Es übt auch die Fachaufsicht über die unteren Flurbereinigungsbehörden aus. Gesetzliche Aufgaben nach dem Flurbereinigungsgesetz sind unter anderem Anordnungen, Feststellung bzw. Genehmigung von Wege- und Gewässerplänen, sowie Entscheidung über Widersprüche gegen Verwaltungsakte im Vorverfahren.

### Geodateninfrastruktur BW (GDI-BW)
Die Geobasisdaten von Landesvermessung und Liegenschaftskataster sind die fachneutralen Kernkomponenten der Geodateninfrastruktur BW (GDI-BW). Sie werden vom LGL landesweit im Rahmen des gesetzlichen Auftrags (vgl. § 8 Abs. 4 VermG BW) bereitgestellt. Auf ihrer Grundlage werden die Geofachdaten aller anderen Fachdisziplinen erhobenen und geführt. Über die Geobasisdaten hinaus ist das LGL für die Führung von Geofachdaten aus den Bereichen Flurneuordnung, Landwirtschaft, Forstwirtschaft, Verbraucherschutz und Ernährung sowie touristischer Fachdaten zuständig.
Die Koordinierung von Aufbau und Betrieb der GDI-BW auf fachlich und technischer Ebene obliegt dem im Landesamt eingerichteten GDI-Kompetenzzentrum. Es fungiert als GDI-Kontaktstelle nach der zwischen Bund und Ländern geschlossenen Verwaltungsvereinbarung GDI-DE (§ 9 Verwaltungsvereinbarung GDI-DE) und dient als zentraler Ansprechpartner im Land in allen rechtlichen und technischen Fragen von INSPIRE, GDI-DE und GDI-BW. Das GDI-Kompetenzzentrum übernimmt darüber hinaus die Geschäftsführung des ressort- und ebenenübergreifenden Begleitausschusses GDI-BW und die Federführung bei konkreten, interdisziplinär angelegten GDI-Projekten zur technischen Realisierung der zentralen Basiskomponenten der GDI-BW.
Die technische Umsetzung und der Betrieb der zentralen GDI-Komponenten und der weiteren dezentralen GDI-Komponenten im Geschäftsbereich des Ministeriums für Landesentwicklung und Wohnen sowie des Ministeriums für Ernährung, Ländlichen Raum und Verbraucherschutz Baden-Württemberg erfolgt durch das Geodatenzentrum des LGL.
Zum Aufbau einer Geodateninfrastruktur arbeitet das LGL eng mit anderen Landesbehörden, Landkreisen, Städte und Gemeinden sowie Wirtschaftsverbänden und Hochschulen (GDI-Partnern) zusammen.
Zahlreiche Daten der GDI-BW werden durch das Landesamt für Geoinformation und Landentwicklung auf dem Geoportal Baden-Württemberg für alle Nutzenden kostenlos zur Verfügung gestellt.

### Zentrale Geschäftsstelle für Grundstückswertermittlung (ZGG)

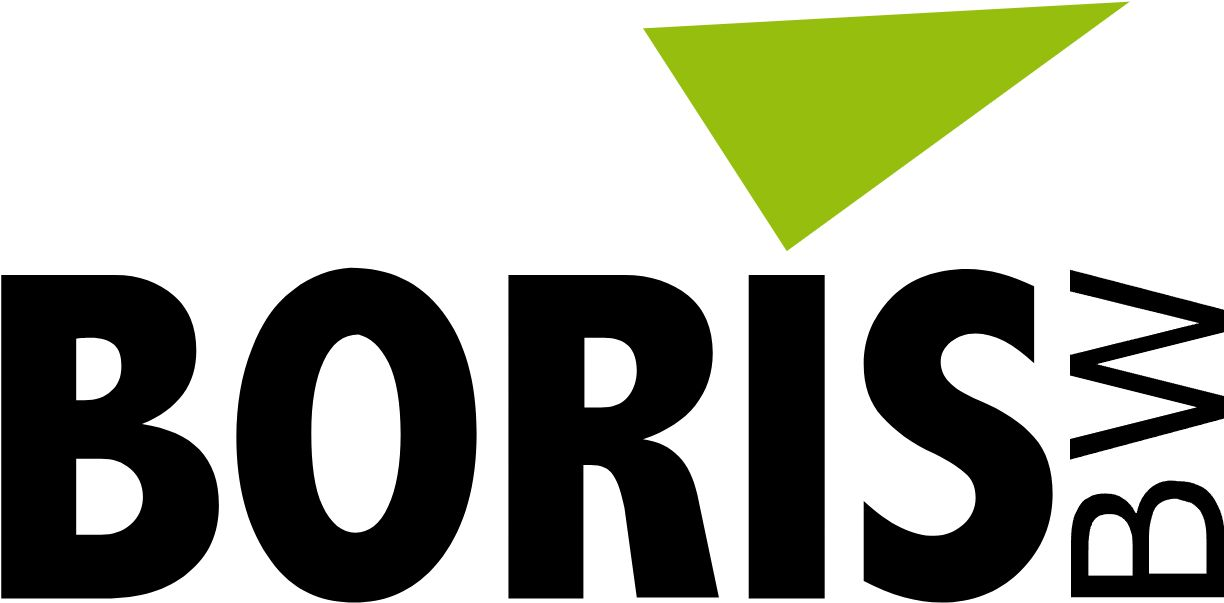
Logo BORIS-BW

Die Zentrale Geschäftsstelle für Grundstückswertermittlung Baden-Württemberg (ZGG) ist gemäß der Gutachterausschussverordnung Baden-Württemberg (vgl. § 15 Abs. 1 GuAVO BW) beim Landesamt für Geoinformation und Landentwicklung eingerichtet. Die ZGG hat insbesondere die Aufgabe, mit den von den Gutachterausschüssen übermittelten Daten überregionale sowie landesweite Auswertungen und Analysen des Grundstückmarktgeschehens zu erstellen und trägt somit auch zu einer bundesweiten Markttransparenz bei. Weiterhin führt die ZGG ein Verzeichnis der Gutachterausschüsse in Baden-Württemberg.
Außerdem stellt die ZGG gemeinsam mit dem Ministerium für Landesentwicklung und Wohnen (MLW) das Bodenrichtwertinformationssystem Baden-Württemberg (BORIS-BW) bereit. Das Portal besteht aus den beiden Viewern BORIS-BW (klassische städtebauliche Bodenrichtwerte) und Bodenrichtwerte Grundsteuer B (Bodenrichtwerte zum Hauptfeststellungszeitpunkt 1. Januar 2022).

### Landeskontrollteam Lebensmittelsicherheit (LKL BW)
Das Landeskontrollteam Lebensmittelsicherheit (LKL BW) wurde 2015 als Ergänzung zu den für die Lebensmittel- und Futtermittelüberwachung zuständigen Behörden gegründet. Das Team ist eine interdisziplinär zusammengesetzte und zentrale Kontrolleinheit, die überregional in ganz Baden-Württemberg tätig ist. Es unterstützt mit seiner Arbeit die für den gesundheitlichen Verbraucherschutz zuständigen Behörden. Das LKL BW tritt nicht als direkter Ansprechpartner für die Bürger auf.

### Ausbildung
Das Landesamt für Geoinformation und Landentwicklung (LGL) ist zuständige Stelle nach dem Berufsbildungsgesetz (vgl. §§ 71 ff. BBiG) für die Berufsausbildung in den Ausbildungsberufen Vermessungstechniker und Geomatiker. Das LGL nimmt in dieser Funktion landesweit jene Aufgaben wahr, für die in der gewerblichen Wirtschaft die Kammern verantwortlich sind (Kammerfunktion).
Das Landesamt für Geoinformation und Landentwicklung ist auch Ausbildungsbetrieb und bildet in der Regel jährlich drei bis vier Geomatiker aus.
Darüber hinaus nimmt das LGL folgende weiteren Aufgaben im Bereich der Ausbildung wahr: Durchführung zentraler Lehrgänge für Auszubildende der Ausbildungsberufe Vermessungstechniker und Geomatiker, Durchführung der jährlichen Fachtagung Ausbildung im Bereich der Vermessungsberufe, Durchführung zentraler Lehrgänge im Rahmen der Vorbereitungsdienste für den mittleren, den gehobenen und den höheren vermessungstechnischen Verwaltungsdienst, Durchführung der Staatsprüfungen zum mittleren und gehobenen vermessungstechnischen Verwaltungsdienst, Durchführung von Fachtagungen und Seminaren über Flurneuordnung und Landentwicklung.

### Produkte und Vertrieb
Die Produktpalette des Landesamts gliedert sich in ein analoges und ein digitales Angebot.

#### Analoge Produkte
Zu den analogen Produkten zählen beispielsweise Luftbilder und unterschiedliche Landkarten (amtliche topographische Karten, Rad- und Wanderkarten). Diese werden auf Basis der unterschiedlichen Geodaten erstellt und anschließend in der hauseigenen Druckerei am Stuttgarter Standort produziert. Ergänzt um die Daten aus dem Touristik- und Fachinformationssystem (TFIS) entstehen unterschiedliche Arten von Freizeitkarten. Außerdem verfügt das LGL über ein umfangreiches Archiv mit historischen Luftbildern und historischen Karten.

#### Digitale Produkte
Im digitalen Bereich stehen eine Vielzahl verschiedener Geobasisdaten zur Verfügung. Neben Liegenschaftsdaten und Luftbilddaten verschiedener Bodenauflösung sind dies z. B. auch dreidimensionale Daten zur Beschreibung der Topographie. Zum großen Bereich der Kartendaten gehören die amtlichen Karten in verschiedenen Maßstäben sowie zahlreiche thematische Karten. Darüber hinaus zählen Gebäudemodelle, Landschaftsmodelle und amtliche Festpunkte zum Sortiment. Die Daten werden – orientiert an den Kundenbedürfnissen – in unterschiedlichen Dateiformaten abgegeben.

#### Open GeoData
Seit Anfang Juni 2024 stehen viele Geobasisdaten und Geodatendienste des LGL als Open Data zur Verfügung. So werden diese Daten einer breiten Öffentlichkeit kostenlos zur Verfügung gestellt. Dazu wurde ein Downloadportal eingerichtet, von dem die Daten abgerufen und – im Rahmen der Nutzungsbedingungen – unentgeltlich genutzt werden können.
Weiterhin kostenpflichtig bleiben im Bundesland Baden-Württemberg die Daten des Liegenschaftskatasters mit Eigentümerinformationen, nicht qualitätsgesicherte Luftbilder und Festpunktdaten.
Komplexe oder individualisierte Datenabrufe können gegen ein Serviceentgelt über die Kundenberatung beim Landesamt abgewickelt werden.

## Historisches
Am 25. Mai 1818 ordnete König Wilhelm I. von Württemberg im damaligen Königreich Württemberg die Landesvermessung an. Hauptargument für die genaue und einheitliche Vermessung des gesamten Landes war insbesondere die Schaffung einer Grundlage für die einheitliche Besteuerung des Grund und Bodens.
Die Landesvermessung fand am 1. Juli 1840 in Tübingen ihren Abschluss. Insgesamt wurden über 5 Mio. Flurstücke im Rahmen der Landesvermessung vermessen und in Primärkatastern detailliert beschrieben sowie 15.572 Flurkarten und 304 Ortspläne gefertigt. Die Kosten für das Projekt werden mit 3,8 Mio. Gulden beziffert was rund 40 % eines Jahresetats des damaligen Königreiches entsprach.

### Nachkriegszeit
In den Nachkriegsjahren bis weit in die 1960er Jahre hinein stand zunächst die Steigerung der landwirtschaftlichen Produktion im Vordergrund.
Millionen Heimatvertriebene und Flüchtlinge waren nach dem Zweiten Weltkrieg in die Bundesrepublik gekommen und mussten zusätzlich zur ansässigen Bevölkerung ernährt werden. Die Sicherung der Ernährung der Bevölkerung hatte für Politik und Verwaltung deshalb höchste Priorität. Demzufolge lag der Arbeitsschwerpunkt der Flurneuordnungen in den ersten Nachkriegsjahrzehnten auf Maßnahmen zur Anhebung der landwirtschaftlichen Produktion. Durch Zusammenlegung der Felder zu größeren Schlägen, Wegebau und Bodenmelioration sollten Voraussetzungen geschaffen werden, die den landwirtschaftlichen Betrieben höhere Erträge ermöglichten. Im Zuge des wirtschaftlichen Aufschwungs und zunehmenden Wohlstands vollzog sich auch in der Landwirtschaft ein Strukturwandel: Maschinen lösten Zugtiere ab und ersetzten Arbeitskräfte. Immer weniger Arbeitskräfte in der Landwirtschaft versorgten immer mehr Menschen mit Nahrungsmitteln. Die in der Landwirtschaft freigewordenen Arbeitskräfte wurden von der in rasantem Wachstum begriffenen Industrie absorbiert.

### Wirtschaftswunder und Naturschutz
In den 1970er Jahren rückte der Naturschutzgedanke in der Bevölkerung immer mehr in den Fokus. Berichte wie „Die Grenzen des Wachstums“ des Club of Rome sensibilisierten eine zunehmend kritischere Öffentlichkeit für die Begrenztheit der Ressourcen und die Bedrohung der natürlichen Lebensgrundlagen. Die Berücksichtigung des Naturschutzgedankens fand Eingang in die Gesetzgebung. Auch das Flurbereinigungsgesetz wurde 1976 neu gefasst und definiert die Flurneuordnung seither im Sinne einer erweiterten Aufgabenstellung. Sie dient nunmehr mit gleichem Rang der Förderung der allgemeinen Landeskultur und der Landentwicklung. Landeskultur umfasst dabei alle ökonomischen und ökologischen Aspekte, die den Bemühungen um die land- und forstwirtschaftlich genutzte Landschaft zugrunde liegen.
Die Wirtschaftswunderjahre waren gekennzeichnet von einem starken Anstieg des Verkehrs, ausgelöst durch eine boomende Wirtschaft und die zunehmende individuelle Motorisierung. Der Ausbau der Verkehrsinfrastruktur wurde zu einer vordringlichen Aufgabe für Politik und Verwaltung. Beginnend in der zweiten Hälfte der 1970er Jahre bis weit in die 1990er Jahre hinein prägte daher dieser Ausbau der Verkehrsinfrastruktur die Arbeit der Flurneuordnung. Beispielhaft seien hier der Autobahnbau, Tunnelbauwerke oder die Erweiterung des Stuttgarter Flughafens genannt, die durch Flurneuordnungsverfahren unterstützt wurden.
Die zunehmend spürbaren Folgen des Klimawandels, das Bewusstsein für schwindende Ressourcen und der sich abzeichnende demographische Wandel führten ab der Jahrtausendwende zu neuen Schwerpunkten im Aufgabenspektrum der Flurneuordnungsverfahren. Hochwasserschutzprojekte oder Maßnahmen der Energiewende zu unterstützen, sowie die Dorfentwicklung zu fördern, wurden neue Schwerpunkte der Flurbereinigung in Baden-Württemberg.